# Ронні Велан
Ронні Велан (англ. Ronnie Whelan, * 25 вересня 1961, Дублін) — ірландський футболіст, півзахисник. По завершенні ігрової кар'єри — тренер.

## Клубна кар'єра
Вихованець футбольної школи клубу «Хоум Фарм».
У дорослому футболі дебютував 1977 року виступами за ту ж команду.
У 1979 році приєднався до команди клубу «Ліверпуль», в якій провів п'ятнадцять сезонів, взявши участь у 362 матчах чемпіонату. Більшість часу, проведеного у складі «Ліверпуля», був основним гравцем команди. За цей час шість разів виборював титул чемпіона Англії, ставав володарем Кубка Англії (двічі), володарем Суперкубка Англії з футболу (п'ять разів), володарем Кубка європейських чемпіонів.
Завершив професійну ігрову кар'єру у нижчоліговому клубі «Саутенд Юнайтед», за команду якого виступав протягом 1994—1996 років.

## Виступи за збірну
У 1981 році дебютував в офіційних матчах у складі національної збірної Ірландії. Протягом кар'єри у національній команді, яка тривала 15 років, провів у формі головної команди країни 53 матчі, забивши 3 голи.
У складі збірної був учасником чемпіонату Європи 1988 року у ФРН, чемпіонату світу 1990 року в Італії, чемпіонату світу 1994 року у США.

## Кар'єра тренера
Розпочав тренерську кар'єру, ще продовжуючи грати на полі, 1995 року, очоливши тренерський штаб клубу «Саутенд Юнайтед».
Надалі очолював команди клубів «Паніоніос» з Греції та «Олімпіакос» з Кіпру.
Наразі останнім місцем тренерської роботи був кіпрський клуб «Аполлон», команду якого Ронні Велан очолював як головний тренер 2002 року.

## Титули і досягнення
- Чемпіон Англії (6):

«Ліверпуль»: 1981–82, 1982–83, 1983–84, 1985–86, 1987–88, 1989–90
- Володар Кубка Англії (2):

«Ліверпуль»: 1985–86, 1988–89
- Володар Кубка англійської ліги (3):

«Ліверпуль»: 1981–82, 1982–83, 1983–84
- Володар Суперкубка Англії з футболу (5):

«Ліверпуль»: 1982, 1986, 1988, 1989, 1990
- Переможець Кубка європейських чемпіонів (1):

«Ліверпуль»: 1983–84